# Порт Жичжао
Порт Жічжао (кит.: 日照港) — природний глибоководний морський порт на узбережжі міста Жичжао провінції Шаньдун Китайської Народної Республіки, розташований на південному березі півострова Шаньдун, що виходить у Жовте море. Має 46 глибоководних причалів у двох основних портових районах (портовий район Ланьчжао та район Шицзю). У 2012 році його пропускна здатність досягла 284 мільйонів метричних тонн, що зробило його десятим за завантаженістю портом Китаю.